# Plagithmysus filipes
Plagithmysus filipes är en skalbaggsart. Plagithmysus filipes ingår i släktet Plagithmysus och familjen långhorningar.

## Underarter
Arten delas in i följande underarter:
- P. f. filipes
- P. f. sophorae